# Lygosoma haroldyoungi
Lygosoma haroldyoungi — вид сцинкоподібних ящірок родини сцинкових (Scincidae). Мешкає в Південно-Східній Азії.

## Поширення й екологія
Lygosoma haroldyoungi поширені в Таїланді, а також у сусідніх районах М'янми, Лаосу та Камбоджі. Вони живуть у сухих і напівлистяних тропічних лісах, на висоті від 100 до 500 м над рівнем моря. Живляться дощовими черв'яками й комахами.